# Laffly S 45 T
Der Laffly S 45 T war eine 1940 produzierte französische Radzugmaschine für schwere Lasten.

## Geschichte
Das Fahrzeug wurde ab 1937 aufgrund einer Ausschreibung der französischen Armee für eine schwere Zugmaschine zum Ziehen der 220mm-Kanone 17, ferner als schweres Bergefahrzeug, aus dem Laffly S 35 T entwickelt. Nach erfolgreichem Abschluss der Tests wurden im Februar 1939 die ersten 12 Stück für die Artillerie bestellt. Bei Kriegsbeginn im September 1939 folgten weitere Bestellungen (112 Bergefahrzeuge, weitere 11 Artilleriezugmaschinen). Auch die französische Marine bestellte 3 Stück.
Die Auslieferung begann im Mai/Juni 1940, bis zur Besetzung von Paris durch die Wehrmacht am 14. Juni 1940 konnten 12 Bergefahrzeuge, 3 Artilleriezugmaschinen und die 3 Stück für die Marine geliefert werden. Die Marine setzte diese Zugmaschinen zum Ziehen schwerer Lasten, je eine in den Häfen von Cherbourg, Toulon und Bizerta, ein.

## Varianten
Für die französische Luftwaffe wurde eine Version Laffly S 45 TL (TL für Tracteur Longue) entwickelt, die auf verlängertem Fahrgestell einen Treibstofftank für 8500 Liter Benzin montiert hatte und mit dem 100-PS-Motor des Laffly S 35 T ausgestattet war. Von diesen Fahrzeugen entstanden 1939/40 mindestens 85 Stück.

## Technische Details
Das Fahrzeug hatte den Vierzylinder-Otto-Motor mit 115 mm Bohrung und 150 mm Hub (6232 cm³) des Laffly S35 T, dessen Leistung jedoch auf 110 PS bei 2200/min gesteigert worden war. Es hatte drei angetriebene Achsen (6×6). Vor der Vorderachse am Vorderrand des Rahmens waren zwei weitere kleine Räder befestigt, die ein Aufsitzen des Fahrzeugs in unebenem Gelände verhindern sollten. Das Getriebe hatte vier Vorwärtsgänge und einen Rückwärtsgang, dazu ein Vorgelegegetriebe. Die Nutzlast betrug zwei Tonnen. Die für die Marine bestimmten Exemplare hatten eine vollständige Blechkabine, die übrigen ein abklappbares Stoffdach. Die Höchstgeschwindigkeit betrug 36 km/h. Die Reifengröße war 13.50-20, die Zugkraft der Winde betrug 6,5 to.